# خط امام
خط امام اصطلاحی است که اولین بار در اوایل انقلاب سال ۱۳۵۷، توسط حزب توده بکار رفت و در بر گیرنده نوعی ایدئولوژی و طرز فکر بود که شامل ۵ عنصر زیر باشد:
- جنبه ضد امپریالیستی قاطع
- جنبه ضد استبداد سلطنتی
- عدالت خواهی اجتماعی و حمایت از توده‌های محروم
- سمت‌گیری در جهت تأمین حقوق و آزادی‌های فردی
- تکیه به لزوم اتحاد همه نیروهای راستین خلق در جهت تحقق موارد چهارگانهٔ یاد شده

## گروه‌های دارای عنوان خط امام
بعدها گروه‌های مختلفی از این اصطلاح استفاده کردند و عنوان خود را بر پایه خط امام نهادند. این گروه‌ها شامل:
- دانشجویان مسلمان پیرو خط امام (یا گاهی دانشجویان پیرو خط امام)
- ائتلاف نیروهای خط امام. شامل:

- مجمع نیروهای خط امام
- مجمع طلاب خط امام

- جبهه پیروان خط امام و رهبری
- فراکسیون خط امام مجلس شورای اسلامی
- اتحادیه انجمن‌های اسلامی دانشجویان پیرو خط امام

## در سخنان دیگران
ایرج اسکندری: «خط امام مثل تصویر یک جارختی بر دیوار بود که سران حزب توده تلاش می‌کردند لباس‌های خود را به آن آویزان کنند.»